# Классический марксизм
Классический марксизм ссылается на экономические, философские и социологические теории, которые разработали Карл Маркс и Фридрих Энгельс, в отличие от более поздних разработок в марксизме, особенно это касается ленинизма и марксизма-ленинизма.

## Основные идеи
Основными идеями Маркса являлись:
- Отчуждение: Маркс опирался на отчуждение людей от аспектов их «человеческой природы» («Gattungswesen», обычно переводится как «вид-сущность» или «вид-существо»). Он считал, что отчуждение является систематическим результатом капитализма. При капитализме плоды производства принадлежат работодателям, которые экспроприируют излишки, созданные другими и при этом, генерируют отчужденный труд[1]. Отчуждение описывает объективные особенности ситуации человека в капитализме — ему не нужно верить или чувствовать, что он отчуждён.
- Исторический материализм: Маркс и Энгельс использовали понятие «основная структура» для объяснения идеи о том, что совокупность отношений между людьми в отношении «социального производства их существования» формирует экономическую основу, на которой возникает сверхструктура политических и правовых институтов. Основа соответствует общественному сознанию, включающему религиозные, философские и другие основные идеи. Конфликт между развитием материальных производительных сил и производственных отношений приводит к социальной революции, и связанное с этим изменение экономической основы рано или поздно приведет к трансформации сверхструктуры[2]. Для Маркса эта связь не являлась односторонним процессом — она рефлексивна; основа определяет сверхструктуру в первую очередь, в то время как она остается основой формы социальной организации, которая сама по себе трансформируется как элемент общего диалектического процесса. Взаимосвязь между сверхструктурой и основанием считается диалектической, неэффективной в определенном смысле, за исключением того, как она разворачивается в своей материальной реальности в реальном историческом процессе (который научный социализм стремится объяснить и, в конечном счете, направлять).
- Классовое самосознание: осознание класса, как самого себя, так и окружающего его социального мира, способность действовать в своих собственных рациональных интересах, основанных на этом осознании. Таким образом, классовое сознание должно быть достигнуто до того, как класс сможет совершить успешную революцию. Однако были разработаны и другие методы революционных действий, такие как авангардизм.
- Эксплуатация: Маркс имел в виду эксплуатацию целого сегмента или класса общества другим. Он считает это неотъемлемой особенностью и ключевым элементом капитализма и свободных рынков. Прибыль, полученная капиталистом, представляет собой разницу между стоимостью произведенного работником продукта и фактической заработной платой, которую получает работник; другими словами, капитализм функционирует на основе оплаты труда трудящихся меньше, чем полная стоимость их труда, для того, чтобы дать возможность капиталистическому классу получить прибыль.
- Средства производства: совокупность средств труда и предмета труда, используемых работниками для производства продукции. Средства труда включают в себя станки, инструменты, оборудование, инфраструктуру, и «все то, с помощью чего человек действует на предмет труда, и преобразует его» [3]. Предмет труда включает в себя сырье и материалы, непосредственно взятые из природы. Средства производства сами по себе ничего не производят — для производства необходима рабочая сила.
- Идеология: Не предлагая общего определения идеологии [4], Маркс на нескольких примерах использовал термин для обозначения производства образов социальной реальности. По мнению Энгельса, «идеология — это процесс, осуществляемый так называемым мыслителем сознательно, это правда, но с ложным сознанием. Реальные мотивы, побуждающие его к действию, остаются ему неизвестными, иначе это просто не был бы идеологический процесс. Отсюда он воображает ложные или кажущиеся мотивы силы» [5]. Поскольку правящий класс контролирует средства производства общества, структура общества, а также его правящие идеи будут определяться в соответствии с интересами правящего класса. В «Немецкой идеологии» Маркс говорит: «идеи правящего класса являются в каждую эпоху правящими идеями, то есть класс, который является правящей материальной силой общества, есть в то же время своя правящая интеллектуальная сила» [6]. Поэтому идеология общества имеет огромное значение, так как она путает отчужденные группы и может создавать ложное сознание, например товарный фетишизм (воспринимая труд как капитал ~ деградацию человеческой жизни).
- Способ производства: определённое сочетание производительных сил (включая человека как средство производства и рабочую силу, инструменты, оборудование, здания и технологии, материалы и усовершенствованную площадь или недвижимость) и социально-технических производственных отношений (в том числе имущества, власти и управления, регулирующие отношения общества производственных активов, часто кодифицированной в законе, совместной работы отношения и формы связи, отношения между людьми и предметами их работы, а также отношения между социальными классами).
- Политическая экономия: Термин «политическая экономия» изначально означал изучение условий организации производства в национальных государствах новоявленной капиталистической системы. Политическая экономика изучает механизм человеческой деятельности в организации материального обеспечения и механизм распределения избытка или дефицита, который является результатом этой деятельности. Политическая экономика изучает средства производства, в частности капитал, и как это проявляется в экономической деятельности.

### Концепция Маркса о классах
пролетариатте, кто «продают свою рабочую силу (и, следовательно, добавляют стоимость товаров), и те, кто в капиталистическом способе производства не владеют средствами производства». По Марксу, капиталистический способ производства создает условия для буржуазии, чтобы эксплуатировать пролетариат из-за того, что у работника рабочая сила создает прибавочную стоимость больше, чем его зарплата.
буржуазияте, кто «владеет средствами производства» и покупают рабочую силу из пролетариата, которые компенсируют зарплату, тем самым эксплуатируя пролетариат.